# پیتمدن
پیتمدن (به انگلیسی: Pitmedden) یک روستا در بریتانیا است که در آبردین‌شایر واقع شده‌است. پیتمدن ۱٬۱۳۷ نفر جمعیت دارد.